# Йоганн Крістоф Готтшед
Йоганн Крістоф Готтшед (нім. Johann Christoph Gottsched; 2 лютого 1700 — 12 грудня 1766) — німецький письменник і критик, історик літератури, найбільш авторитетний захисник мовної уніфікації.

## Життєпис
Син Крістофа Готтшеда, пастора, і Анни Регіни Біманн. Народився 1700 року вселищі Юдиттен (тепер Менделеєво, передмістя Калінінграду, РФ). Здобув гарну домашню освіту. З 14 років навчався в Кенізберзькому університеті, виявивши інтерес до філософії. Захоплювався працями Готфріда Вільгельма Ляйбніца і Христіана Вольфа, ставши зрештою палким прихильником останнього. Вивчав також математику, фізику, філологію, поезію, риторику. 1719 року захистив дисертацію з метеорології й фізики. Отримав ступінь магістра вільних мистецтв.
1724 року під загрозою примусового відправлення до прусської армії разом з братом Йоганном Фрідріхом втік до Лейпцигу. Тут спочатку був домашнім вчителем для дітей Йоганна Бурхардта Менке, ректора Лейпцизького університету. Потім читає лекції з різних предметів в Лейпцигу та Галле. 1725 року за зразком тогочасних англійських журналів починає видавати літературній журнал «Розумні недоброзичливці» (до 1726 року). 1726 року в Лейпцигу очолив Німецьке поетичне товариство (в подальшому перейменовано в Німецьке товариство). У 1727 року став видавати моралізаторський журнал «Бідерман» (до 1729 року). Водночас співробітничав з театральною трупою Кароліни Нойбер, для якого написав низку п'єс, зокрема «Смерть Катона» (1732 рік), що мала величезний успіх.
1730 року отримує звання професора в галузі поезії, 1734 року — стає професором в області логіки та метафізики. 1735 року оженився. 1738 року внаслідок конфлікту з іншими членами залишив Німецьке товариство. Того ж року обирається ректором Лейпцизького університету(в подальшому обирався на цю посаду в1740, 1742, 1748, 1756 роках).
Виступав за поширення німецької літературної мови серед шляхти, де все ще мала сильні позиції французька мова, а також в університетах, де в значній мірі застосовувалася латина. 1749 року за свої досягнення в справі літератури та уніфікації красномовства отримав аудієнцію в імператриці Марії Терезії.
1762 року помирає його дружина. 1765 року одружився вдруге. Помер 1766 року в Лейпцигу

## Творчість
Художній світогляд носив раціоналістичний характер: в поезії та літератури найбільше значення він надавав повчальності. Готтшед був ворогом усього химерного, надмірно пишного, орнаментального в красномовстві. Він висловлювався за ясність, простоту. Усе це викладав в працях «Нариси з раціонального мистецтва слова», «Досвід критичної поезії для німців» (обидва — 1729 рік), «Докладне мистецтво промов згідно керівництва давніх греків й римлян» (1736 рік), «Основи німецького мовного мистецтва, складені зазразками кращих письменників теперішнього і попереднього століть» (1749 рік), «Німецьке мовне мистецтво», «Ядро німецького мовного мистецтва» (1753 рік), «Академічне мистецтво мови» (1759 рік). Три останні справи сприялинормалізації правил німецької літературної мови та граматики.
Він боровся з традиціями бароко, особливу увагу приділяючи реформу німецької драми, яку перетворював за французькими класичними зразками. Його думки відбулися в праці «Німецька сцена, згідно правил давніх греків і римлян» (6 томів, 1740—1745 роки). Туди також увійшли драматичні твори, зокрема самого Готтшеда та його дружини. З 1757 року до самої смерті працював над «Збіркою з історії німецької драматичної поезії», куди увійшли твори 1450—1760 років.
1732—1744 років видав «Статті до критичної історії німецької мови, поезії і красномовства», у 1745—1750 роках «Нову бібліотеку наук про витончені і вільні мистецтва», в 1751—1762 роках — «Нове з області приємної вченості».
Питання філософії присвятив працю «Перші основи загальносвітової мудрості, в яких розглянуті усі філософські науки в їх природньому зв'язку» (1733 рік).
В його доробку також «Кішеньковий словник витончених наук і вільних мистецтв» 1760 року.

## Родина
1. Дружина — Луїза Адельгунда Вікторія, донька Йоганна Георга Кульмуса, данцизького медика
дітей не було
2. Дружина — Ернестина Сьюзанн Катерина Нойнс
дітей не було